# 佐藤敬次
佐藤 敬次（さとう けいじ、1950年9月22日 - ）は、埼玉県出身の元プロ野球選手である。ポジションは投手。

## 来歴・人物
大宮工業高校では1968年に春夏の甲子園に出場。春の選抜では、エース吉沢敏雄や左翼手、四番打者の布施章（松下電器－日本通運－全大宮）の活躍もあって勝ち進む。準決勝では箕島高の東尾修を打ち崩し、決勝では吉沢と尾道商の井上幸信との投手戦を制し、「初出場初優勝」の快挙を成し遂げた。しかし吉沢の控え投手であった佐藤はこの大会で登板機会がなかった。夏の選手権は2回戦で津久見高の石井吉左衛門（鐘淵化学）に抑えられ敗退するが、この試合で吉沢をリリーフし甲子園初登板を果たす。他の高校同期では、外野手の石井清一郎（阪急）、控え投手の奈良正雄（ロッテ）がプロ入りしている。
同年のドラフト会議で、東京オリオンズから7位指名を受けプロ入り（ドラフト会議後に東京オリオンズはロッテに買収され、「ロッテオリオンズ」にチーム名を変更している）。落差のあるカーブと手元に食込むシュートを武器に、1970年にはジュニアオールスターゲームに出場、MVPを獲得した。同年は初めて一軍で登板。10月10日には東映を相手に、佐藤元彦をリリーフし4回を2失点と好投するが、敗戦投手となる。
1971年オフに金銭トレードで南海ホークスへ移籍。しかしここでは二軍暮らしに終始し、1972年限りで引退した。

## 詳細情報

### 年度別投手成績
| 年 度     | 球 団     | 登 板 | 先 発 | 完 投 | 完 封 | 無 四 球 | 勝 利 | 敗 戦 | セ 丨 ブ | ホ 丨 ル ド | 勝 率 | 打 者 | 投 球 回 | 被 安 打 | 被 本 塁 打 | 与 四 球 | 敬 遠 | 与 死 球 | 奪 三 振 | 暴 投 | ボ 丨 ク | 失 点 | 自 責 点 | 防 御 率 | W H I P |
| --------- | --------- | ----- | ----- | ----- | ----- | -------- | ----- | ----- | -------- | ----------- | ----- | ----- | -------- | -------- | ----------- | -------- | ----- | -------- | -------- | ----- | -------- | ----- | -------- | -------- | ------- |
| 1970      | ロッテ    | 2     | 0     | 0     | 0     | 0        | 0     | 1     | 0        | --          | .000  | 29    | 5.0      | 11       | 4           | 3        | 0     | 0        | 1        | 0     | 0        | 10    | 9        | 16.20    | 2.80    |
| 通算：1年 | 通算：1年 | 2     | 0     | 0     | 0     | 0        | 0     | 1     | 0        | --          | .000  | 29    | 5.0      | 11       | 4           | 3        | 0     | 0        | 1        | 0     | 0        | 10    | 9        | 16.20    | 2.80    |

### 表彰
- ジュニアオールスターゲームMVP：1回 （1970年）

### 背番号
- 41 （1969年 - 1971年）
- 37 （1972年）